# Annales Bertiniani
Annales Bertiniani är en frankisk bok från klostret Sankt Bertin  som beskriver frankernas historia under 800-talet. I den förekommer den tidigaste kända kopplingen av ordet rus till nordbor, och närmare bestämt till svear. Kopplingen består i ett omnämnande från år 839 av ruserna och deras furste.